# Edward Gierek
Edward Gierek, född 6 januari 1913 i Sosnowiec i Schlesien, död 29 juli 2001 i Cieszyn, var en polsk kommunistisk politiker. Han var förste sekreterare för PZPR 1970–1980 och därmed Folkrepubliken Polens politiska ledare.

## Biografi
Gierek växte upp i en gruvarbetarfamilj. Fadern dog när han var fyra och modern gifte om sig och familjen emigrerade till Frankrike. Han gick med i Franska kommunistpartiet och deporterades till Polen 1934 för att ha organiserat en strejk. Han gjorde värnplikt i Polen men utvandrade sedan till Belgien för arbete i kolgruvorna i Waterschei. Där blev han medlem i Belgiens kommunistiska parti och under den tyska ockupationen var han motståndsman. Han återvände med familjen till Polen 1948 och påbörjade sin politiska karriär inom Polens kommunistparti PZPR. 1956 utsågs han till sekreterare i centralkommittén och medlem av politbyrån.

## Förste sekreterare för PZPR
Edward Gierek tog över som förste sekreterare efter Władysław Gomułka, då dennes politik ledde till arbetaruppror i de polska kuststäderna Gdańsk, Gdynia och Szczecin. Giereks politik kan karakteriseras av att landet tog höga och extravaganta lån som användes för att bygga ut och modernisera industrin och för höjd levnadsstandard med bland annat ökad konsumtion. Satsningen på industrin var mindre lyckad då produkterna ofta hade för undermålig kvalitet för att bli gångbara i väst. Dessutom gjordes satsningen samtidigt som väst gick i en lågkonjunktur 1976. Belåningen påskyndade landets senare kollaps under Wojciech Jaruzelski.
De första åren vid makten hade Gierek en viss popularitet, mycket tack vare hans återkommande besök i industrin, men från och med 1976 inleddes en serie arbetaruppror som kulminerade vid att fackföreningen Solidaritet bildades den 17 september. Gierek avgick innan dess, i september 1980.